# Bohemian Football Club 2021
Questa voce raccoglie le informazioni riguardanti il Bohemian Football Club nelle competizioni ufficiali della stagione 2021.

## Maglie e sponsor
| Casa | Trasferta | Terza maglia |

## Rosa
Aggiornata al 27 luglio 2021
| N. |                             | Ruolo | Calciatore       |
| -- | --------------------------- | ----- | ---------------- |
| 1  | Irlanda (bandiera)          | P     | James Talbot     |
| 2  | Irlanda (bandiera)          | D     | Andy Lyons       |
| 3  | Irlanda (bandiera)          | D     | Anthony Breslin  |
| 4  | Irlanda (bandiera)          | D     | Rory Feely       |
| 5  | Irlanda (bandiera)          | D     | Rob Cornwall     |
| 6  | Irlanda (bandiera)          | D     | Ciaran Kelly     |
| 7  | Irlanda del Nord (bandiera) | C     | Stephen Mallon   |
| 8  | Scozia (bandiera)           | C     | Ali Coote        |
| 9  | Inghilterra (bandiera)      | A     | Brad Rolt        |
| 10 | Irlanda (bandiera)          | C     | Keith Ward       |
| 11 | Scozia (bandiera)           | C     | Liam Burt        |
| 12 | Irlanda (bandiera)          | A     | Georgie Kelly    |
| 14 | Irlanda (bandiera)          | C     | Conor Levingston |
| 15 | Irlanda (bandiera)          | C     | Roland Idowu     |

| N. |                       | Ruolo | Calciatore         |
| -- | --------------------- | ----- | ------------------ |
| 16 | Irlanda (bandiera)    | C     | Keith Buckley      |
| 17 | Irlanda (bandiera)    | A     | Thomas Oluwa       |
| 18 | Irlanda (bandiera)    | D     | James Finnerty     |
| 19 | Irlanda (bandiera)    | D     | Tyreke Wilson      |
| 20 | Nigeria (bandiera)    | C     | Promise Omochere   |
| 21 | Madagascar (bandiera) | C     | Bastien Héry       |
| 22 | Irlanda (bandiera)    | C     | Jamie Mullins      |
| 23 | Irlanda (bandiera)    | C     | Jack Moylan        |
| 24 | Irlanda (bandiera)    | D     | Aaron Doran        |
| 25 | Irlanda (bandiera)    | P     | Stephen McGuinness |
| 26 | Irlanda (bandiera)    | C     | Ross Tierney       |
| 27 | Irlanda (bandiera)    | D     | Sean Grehan        |
| 28 | Irlanda (bandiera)    | C     | Dawson Devoy       |
| 30 | Irlanda (bandiera)    | A     | Robert Mahon       |

## Risultati

### Premier Division

#### Stagione regolare
| Arbitro: | Paul McLaughlin |

|           |           |  |
| Foley 23’ | Marcatori |  |

| Arbitro: | Ben Connolly |

|                       |           |                 |
| Kelly 20’ Tierney 26’ | Marcatori | 76’, 86’ Davies |

| Arbitro: | Neil Doyle |

|  |           |              |
|  | Marcatori | 62’ Coughlan |

| Arbitro: | Rob Harvey |

|  |           |           |
|  | Marcatori | 13’ Kelly |

| Arbitro: | Adriano Reale |

|  |           |              |
|  | Marcatori | 43’ Cornwall |

| Arbitro: | Neil Doyle |

|          |           |                                 |
| Burt 47’ | Marcatori | 30’ Gibson 77’ Byrne 87’ Cawley |

| Arbitro: | Paul McLaughlin |

|                           |           |             |
| Watts 5’ Burke 76’ (rig.) | Marcatori | 20’ Tierney |

| Arbitro: | Ben Connolly |

|                  |           |                   |
| Kelly 17’ (rig.) | Marcatori | 63’, 89’ McJannet |

| Arbitro: | John McLoughlin |

|              |           |          |
| Clarke 90+3’ | Marcatori | 60’ Burt |

| Arbitro: | Ray Matthews |

|                                          |           |  |
| Tierney 14’ Coote 20’, 45’ Buckley 90+3’ | Marcatori |  |

| Arbitro: | Adriano Reale |

|  |           |                    |
|  | Marcatori | 29’ Burt 74’ Coote |

| Arbitro: | Rob Hennessy |

|                             |           |                  |
| Smith 74’ Benson 92’ (rig.) | Marcatori | 89’ (rig.) Devoy |

| Arbitro: | Ben Connolly |

|                                             |           |              |
| Kelly 5’, 50’, 64’ Wilson 9’ Omochere 90+3’ | Marcatori | 14’ Sloggett |

| Arbitro: | Graham Kelly |

|                                 |           |  |
| Devoy 37’ Tierney 40’ Lyons 70’ | Marcatori |  |

| Arbitro: | Robert Harvey |

|             |           |           |
| Walsh 90+2’ | Marcatori | 83’ Coote |

| Arbitro: | Ben Connolly |

|                                  |           |  |
| Kelly 9’, 33’, 53’, 72’ Burt 46’ | Marcatori |  |

| Arbitro: | Neil Doyle |

|           |           |  |
| Kelly 56’ | Marcatori |  |

| Arbitro: | Damien MacGraith |

|                                                 |           |  |
| Kenny 13’, 80’ Cornwall 22’ (aut.) De Vries 53’ | Marcatori |  |

| Arbitro: | Rob Hennessy |

|                               |           |                                   |
| Kelly 44’ Wilson 73’ Burt 81’ | Marcatori | 54’ (aut.) Feely 90+2’ McClelland |

| Arbitro: | Neil Doyle |

|             |           |            |
| Mullins 55’ | Marcatori | 39’ Manley |

| Arbitro: | Graham Kelly |

|               |           |  |
| Patterson 42’ | Marcatori |  |

| Arbitro: | Paul McLoughlin |

|             |           |  |
| Buckley 64’ | Marcatori |  |

### FAI Cup
| Arbitro: | Ray Matthews |

|  |           |                                                            |
|  | Marcatori | 4’ Buckley 26’ Doran 58’ (rig.) Ward 79’ Mullins 90’ Devoy |

### Conference League
| Arbitro: | Sandi Putros |

|             |           |             |
| Atlason 25’ | Marcatori | 63’ Tierney |

| Arbitro: | Jason Barcelo |

|                         |           |  |
| Kelly 34’, 54’ Burt 75’ | Marcatori |  |

| Arbitro: | Nejc Kajtazovic |

|  |           |             |
|  | Marcatori | 11’ Tierney |

| Arbitro: | Gergo Bogár |

|                                |           |  |
| Cornwall 35’ G. Kelly 69’, 73’ | Marcatori |  |

| Arbitro: | Antti Munukka |

|                |           |                     |
| Coote 23’, 52’ | Marcatori | 78’ Nélson Oliveira |

| Arbitro: | Julian Weinberger |

|                        |           |  |
| Schwab 4’ Biseswar 28’ | Marcatori |  |

## Statistiche

### Statistiche di squadra
| Competizione      | Punti | In casa | In casa | In casa | In casa | In casa | In casa | In trasferta | In trasferta | In trasferta | In trasferta | In trasferta | In trasferta | Totale | Totale | Totale | Totale | Totale | Totale | DR  |
| Competizione      | Punti | G       | V       | N       | P       | Gf      | Gs      | G            | V            | N            | P            | Gf           | Gs           | G      | V      | N      | P      | Gf     | Gs     | DR  |
| ----------------- | ----- | ------- | ------- | ------- | ------- | ------- | ------- | ------------ | ------------ | ------------ | ------------ | ------------ | ------------ | ------ | ------ | ------ | ------ | ------ | ------ | --- |
| Premier Division  | 34    | 12      | 7       | 2       | 3       | 27      | 12      | 10           | 3            | 2            | 5            | 8            | 12           | 22     | 10     | 4      | 8      | 35     | 24     | +11 |
| FAI Cup           | -     | 0       | 0       | 0       | 0       | 0       | 0       | 1            | 1            | 0            | 0            | 5            | 0            | 1      | 1      | 0      | 0      | 5      | 0      | +5  |
| Conference League | -     | 3       | 3       | 0       | 0       | 8       | 1       | 3            | 1            | 1            | 1            | 2            | 3            | 6      | 4      | 1      | 1      | 10     | 5      | +5  |
| Totale            | 34    | 15      | 10      | 2       | 3       | 35      | 13      | 14           | 5            | 3            | 6            | 15           | 15           | 29     | 15     | 5      | 9      | 50     | 29     | +21 |

### Andamento in campionato
| Giornata  | 1 | 2 | 3 | 4 | 5 | 6 | 7 | 8 | 9 | 10 | 11 | 12 | 13 | 14 | 15 | 16 | 17 | 18 | 19 | 20 | 21 | 22 | 23 | 24 | 25 | 26 | 27 | 28 | 29 | 30 | 31 | 32 | 33 | 34 | 35 | 36 |
| --------- | - | - | - | - | - | - | - | - | - | -- | -- | -- | -- | -- | -- | -- | -- | -- | -- | -- | -- | -- | -- | -- | -- | -- | -- | -- | -- | -- | -- | -- | -- | -- | -- | -- |
| Luogo     | T | C | C | T | T | C | T | C | T | C  | T  | T  | C  | C  | T  | C  | C  | T  | C  |    | C  |    | T  | C  |    |    |    |    |    |    |    |    |    |    |    |    |
| Risultato | P | N | P | V | V | P | P | P | N | V  | V  | P  | V  | V  | N  | V  | V  | P  | V  |    | N  |    | P  | V  |    |    |    |    |    |    |    |    |    |    |    |    |
| Posizione | 8 | 7 | 9 | 6 | 6 | 6 | 6 | 8 | 7 | 6  | 6  | 6  | 6  | 5  | 5  | 5  | 4  | 4  | 4  |    | 4  |    | 4  | 4  |    |    |    |    |    |    |    |    |    |    |    |    |

Legenda:

Luogo: C = Casa; T = Trasferta. Risultato: V = Vittoria; N = Pareggio; P = Sconfitta.